# 播種季
播種季是埃及陰曆和民用曆的第二個季節。它落在氾濫季之後（)和 收穫季之前在 科普特和埃及曆，這個季節開始於Tobi（大約在1月9日），持續經過Meshir和Paremhat，在Parmouti結束（大約5月8日）:453。 

## 名稱
因為象形文字沒有記錄它的母音，播種季在古埃及語名稱的發音是不確定的。它通常被音譯為Peret或Proyet。這個名字指的是尼羅河年度的洪水讓沿岸出現肥沃的土地，以及隨後季節植被和作物的生長。
它也被稱為冬季。

## 陰曆
在陰曆中，根據需要添加閏月，以在收穫季的第四個月保持天狼星的偕日升。這意味著播種季節通常從1月持續到5月。由於洪水氾濫的確切時間每年不同，「出現」的月份不再準確反映河流的狀態，但這個季節通常是埃及糧食種植和生長的時間。

## 民用曆
在民用曆中，托勒密和羅馬時期沒有閏年，這意味著季節每四年損失大約一天，相對於回歸年或格里曆並不穩定。

## 月
播種季分為四個月。在陰曆中，每個月都是在黎明時分新月已經不可見的那一天開始。在民用曆中，每個月都有30天，分為三個10天的週，稱為旬。
在古埃及，這些月份通常按季節內的數位記錄：I、II、III、和IV「Prt」。它們也以其主要節日的名稱而聞名，這些節日在波斯佔領後越來越多地被使用。這些後來成為科普特曆月份名稱的基礎。
| 埃及           | 埃及             | 科普特    |
| 音譯           | 意義             | 科普特    |
| -------------- | ---------------- | --------- |
| I Prt Sf Bdt   | 播種季的第一個月 | Tobi      |
| II Prt Mḫr     | 播種季的第二個月 | Meshir    |
| III Prt Rh Nds | 播種季的第三個月 | Paremhat  |
| IV Prt Rnwt    | 播種季的第四個月 | Paremoude |

## 註解
1. ↑  播種季的其他表現形式包括| O1 · D21 |，| O1 | X1 |，| O1 | X1 · N5 |，| O1 | Z5 | 和| O1 | Z5 | Z5 |[2]和| pr · r · V12 | N5 | and | O1 · D21 | N31 · D54 | N36 · D54 · t |.[來源請求]